# Estação Xuezelu
A estação Xuezelu (chinês tradicional: 學則路站, chinês simplificado: 学则路站, pinyin: Xuézélù Zhàn) é uma estação da linha 2 do metrô de Nanquim, localizada no lado norte da avenida Xianlin (仙林大道) no distrito de Qixia. Começou a operar em 28 de maio de 2010 juntamente com o resto da linha 2.

## Escadas musicais
Em abril de 2011, a estação Xuezelu se tornou a primeira estação do metrô de Nanquim com um conjunto de "escadas musicais" que conectam o saguão às plataformas; desde então, a estação Muxuyuan também recebeu escadarias similares. As escadas foram pintadas alternativamente em branco e preto, de modo que pareça teclas de piano, e com a ajuda de sensores na parede ao lado, emitem sons de piano quando passageiros a usam. A escada foi instalada para atrair passageiros e ajudar a diminuir a quantidade de passageiros que usam as escadas rolantes. A instalação das escadarias atraiu um grande número de visitantes à estação, que buscavam experimenta-las, mas também inspirou outras cidades na chinesas. Entretanto, o desgaste dos sensores fez com que as escadas fossem retiradas em dezembro de 2012.